# Đại học Công nghệ Chiba
Đại học Công nghệ Chiba (tiếng Nhật: 千葉工業大学 Chiba kōgyō daigaku), thường gọi tắt là Chiba Tech, CiTech hay Chibakodai (千葉工大 Chibakōdai)
Trường được thành lập năm 1942 ở Machida, Tokyo. Năm 1946, nó được chuyển đến Kimitsu, Chiba, và mang tên gọi như hiện nay. Bốn năm sau, trường được dời đến vị trí hiện tại. Đây là trường đại học công nghệ tư thục lâu nhất Nhật Bản còn hoạt động.

## Lịch sử
Đại học Công nghệ Chiba ban đầu mang tên là Đại học Công nghệ Kōa (興亞工業大学 Kōa kōgyō daigaku) do Higashikuni Naruhiko,Osami Nagano,Kotaro Honda (Đại học Tohoku), Hidetsugu Yagi(Đại học Công nghiệp Tokyo), Shigenao Konishi (Đại học Kyoto),Yuzuru Hiraga(Đại học Tokyo),Kuniyoshi Ohara (Tamagawa Gakuen)Và thành lập năm 1942. Trường được xây dựng trong khuôn viên của trường Tamagawa (hiện là Đại học Tamagawa) thuộc Machida, Tokyo.
Sau chiến tranh, góp phần vào sự tăng trưởng kinh tế nhanh chóng như là một nhà tiên phong trong việc tái thiết sau chiến tranh của các trường đại học kỹ thuật tư nhân.

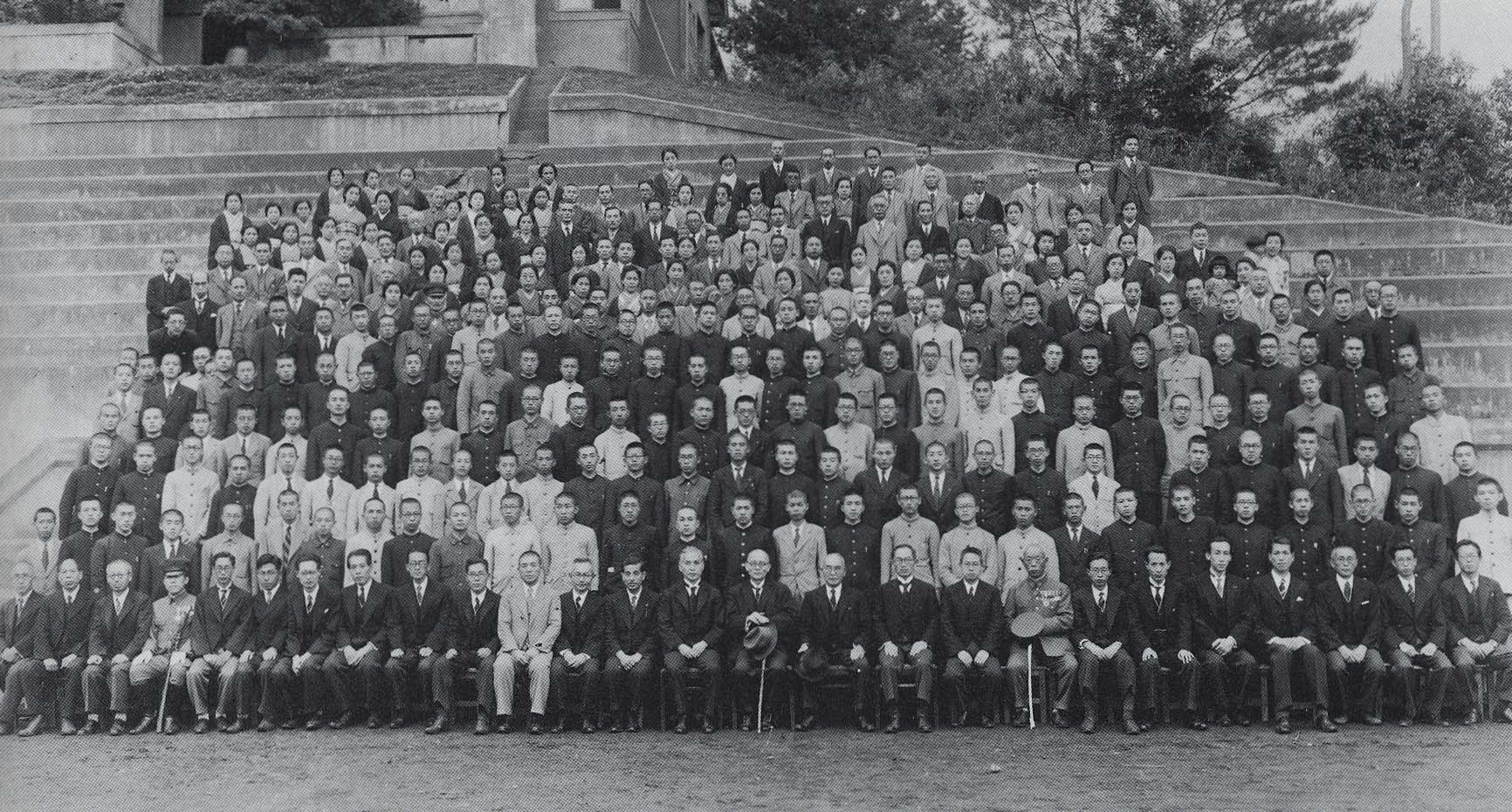
Hình lưu niệm ngày 8 tháng 6 năm 1942, tại cổng Đại học Công nghệ Chiba.

## Các Cơ sở

### 1942～
- Cơ sở Machida,Tokyo (1942-46)
- Cơ sở Chiyoda, Tokyo (1943-45)
- Cơ sở Kawasaki, Kanagawa (1943-45)
- Cơ sở Kimitu, Chiba (1946-50)

### 1950～
- Cơ sở Tsudanuma, Chiba (1950-)

Tsudanuma Campus (English) Lưu trữ ngày 6 tháng 3 năm 2010 tại Wayback Machine
- Cơ sở Chigusa, Chiba (1967-)
- Cơ sở Sibazono, Chiba (1986-)

Sibazono Campus (English) Lưu trữ ngày 6 tháng 3 năm 2010 tại Wayback Machine　

## Cựu sinh viên
- Masayuki Uemura, kỹ sư game
- Mook (author), họa sĩ
- Hiroshi Tachi, diễn viên

## Đại học liên quan
- Đại học Công nghệ Tokyo
- Đại học Điện lực-Thông tin
- Học viện công nghệ Cáp Nhĩ Tân

## Footnote
1. ↑  Vào thời điểm Đại học Công nghệ Chiba được thành lập, ở Nhật Bản đã có Đại học Công nghệ Fujiwara (藤原工業大学). Tuy nhiên, sau đó Đại học Công nghệ Fujiwara đã được sáp nhập vào Đại học Keio. Xem: (tiếng Nhật) Chiba Institute of Technology Lưu trữ ngày 5 tháng 5 năm 2006 tại Wayback Machine.
2. ↑  Hỗ trợ công nghiệp phát triển nguồn nhân lực ở châu Á